# Almaty Open 2024
Almaty Open 2024 — тенісний турнір, що проходив на кортах з твердим покриттям у місті Алмати, Казахстан з  14 до 20 жовтня. Належав до категорії ATP 250.

## Фінальна частина

### Одиночний розряд
Карен Хачанов —  Габрієль Діалло 6–2, 5–7, 6–3

### Парний розряд
Rithvik Choudary Bollipalli /  Arjun Kadhe —  Ніколас Баррієнтос /  Скандер Мансурі 3–6, 7–6(7–3), [14–12]